# Mặt trận Sharafat Kuh
Mặt trận Sharafat Kuh là một nhóm chiến binh thánh chiến mujahideen Afghanistan hoạt động vào thập niên 1980 tại tỉnh Farah. Nhóm này nằm dưới sự lãnh đạo của thủ lĩnh Mulawi Mohammad Shah xuất thân từ bộ tộc Achakzai gốc Pashtun.
Nhóm được đặt tên theo Sharafat Kuh, một ngọn núi lớn ở phía đông nam của thành phố Farah, từng được coi là căn cứ địa của mujahideen.